# بالماروله (كيبك)
بالماروله (بالإنجليزية: Palmarolle)‏ هي بلدية محلية في كيبيك تقع في كندا في Abitibi-Ouest Regional County Municipality. يقدر عدد سكانها بـ 1,465 نسمة ومساحتها 134.10 كم2 .

## أعلام
- روجاتين فاشون